# Paramesodes lineaticollis
Paramesodes lineaticollis är en insektsart som beskrevs av William Lucas Distant 1908. Paramesodes lineaticollis ingår i släktet Paramesodes och familjen dvärgstritar. Inga underarter finns listade i Catalogue of Life.